# Traité relatif à la formation de l'Union des républiques socialistes soviétiques
Création de l'Union des républiques socialistes soviétiques
Le traité relatif à la formation de l'Union des républiques socialistes soviétiques (en russe : Декларация и договор об образовании Союза Советских Социалистических Республик, Deklaratsia i dogovor ob obrazovanii Soïouza Sovetskikh Sotsialistitcheskikh Respoublik) est l'acte officiel de fondation de l'Union des républiques socialistes soviétiques. Approuvé le 30 décembre 1922, il entérine de jure l'union politique (en) de plusieurs républiques des conseils qui existaient depuis 1919 ; le traité instaure un nouveau gouvernement fédéral dont les fonctions essentielles sont centralisées à Moscou. Son pouvoir législatif réside dans le Congrès des soviets de l'Union soviétique (en) et dans le Comité exécutif central de l'Union soviétique (en) (TsIK) ; le pouvoir exécutif est confié au Conseil des commissaires au peuple (en).
Ce traité, en même temps que la déclaration sur la création de l'URSS, est approuvé le 30 décembre 1922 par une conférence de délégations représentant la république socialiste fédérative soviétique de Russie, la république socialiste fédérative soviétique de Transcaucasie, la république socialiste soviétique d'Ukraine et la république socialiste soviétique de Biélorussie. Le traité et la déclaration reçoivent la confirmation du Premier Congrès des soviets de l'Union soviétique (en) et il est ratifié par les chefs de délégation, Mikhaïl Kalinine, Mikhaïl Tskhakaïa, Mikhaïl Frounze et Grigori Petrovski, Alexandre Tcherviakov le même jour. Le traité prévoit une certaine souplesse dans l'admission de nouveaux membres. Aussi, en 1940, l'Union soviétique, qui compte originellement quatre (ou six, selon les définitions en vigueur en 1922, ou celles en 1940) membres fondateurs, comprend quinze républiques socialistes soviétiques.
Le 8 décembre 1991, les présidents de Russie, d'Ukraine et de Biélorussie signent l’accord de Minsk. L'accord proclame la dissolution de l'URSS par ses États fondateurs (dénonciation du traité de 1922) et institue la Communauté des États indépendants (CEI). Le 10 décembre, l'accord est ratifié par les Parlements d'Ukraine (en) et de Biélorussie (en). Le 12 décembre, il est ratifié par le Parlement russe ; la république socialiste fédérative soviétique de Russie renonce au traité relatif à la formation de l'Union des républiques socialistes soviétiques et déclare de facto l'indépendance de la Russie envers l'URSS.
Le 26 décembre 1991, l'URSS procède à sa propre dissolution.